# Afrojack

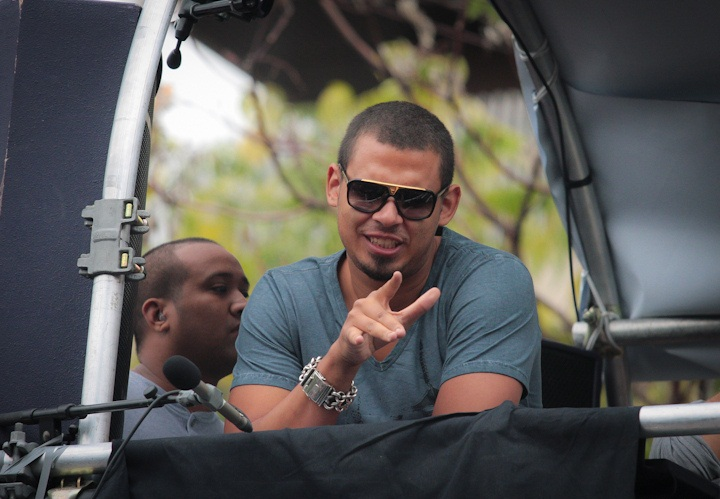
Afrojack 2011-ben

Afrojack (eredeti nevén Nick van de Wall) (Spijkeniss, Hollandia, 1987. szeptember 9. –) holland DJ, zenei producer.

## Életpályája
Iskolái befejezése után pincérként dolgozott. 16 éves korában lehetőséget kapott egy rotterdami klubban, ő lehetett a DJ.
2006-ban öt hónapot Görögországban töltött és több klubban zenélt. A hellén tapasztalatokra építve hazatérése után kiadót keresett a saját számaihoz. Az In Your Face a 3. helyig jutott a holland dance-listán - 18 éves korában.
2007-ben vette fel az Afrojack nevet. Stúdióban kikevert számait más ismert DJ-k is játszották. Ugyanebben az évben saját kiadót is indított Wall Recordings elnevezéssel, amellyel kiadta például a Don’t Be, Proper Introduction, Thief című dalait. 2008-ban elkészült a Partysquad és a Drop Down (Do My Dance) című dalokkal, az utóbbival szinte minden hazai listán az első helyig jutott.

## Díjai, elismerései
2011 február 13-án az 53. Grammy Awardson megnyerte a „Best Remixed Recording, Non-Classical” kategóriájának díját a Madonna Revolver című mixével.

## Albumai
- Lost & Found (2010)

### Kislemezei
- In Your Face (2006)
- Drop Down (Do My Dance) featuring The Partysquad (2008)
- A Msterdamn featuring The Partysquad (2010)
- Take Over Control featuring Eva Simons (2010)
- Doing It Right (2011)
- No beef (2011)
- Can't Stop Me (2012)
- Rock The House (2012)

### Egyéb lemezei
- Louder Than Words (David Guetta & Afrojack featuring Niles Mason) (2010)

### Egyéb megjelenései
- Toyfriend - David Guetta & Afrojack ft. Wynter Gordon (2010)
- Louder Than Words - David Guetta & Afrojack ft. Niles Mason (2010)
- I'll Be There -  Afrojack ft. Gregor Salto (2010)
- Maldito Alcohol - Pitbull vs. Afrojack (2010)
- Tequila Sunrise - Afrojack vs. Tocadisco (2011)
- Bridge -  Afrojack and Bobby Burns (2011)
- Give Me Everything (Tonight) - Pitbull (featuring Ne-Yo, Afrojack and Nayer) (2011)
- Selecta - Afrojack and Quintino (2011)
- I Just Wanna F - (David Guetta & Afrojack) feat. Timbaland & Dev (2011)
- The Future - David Guetta & Afrojack (2011)
- Turn up the speakers - Martin Garrix & Afrojack (2014)

### Remixek
- Cool (Afrojack Remix) - Spencer & Hill (2009)
- Sexy Bitch (Afrojack Remix) - David Guetta ft. Akon (2010)
- Toyfriend (Version Mixee) - David Guetta ft. Afrojack & Wynter Gordon (2010)
- Who's That Chick (Afrojack Remix & Dub) - David Guetta Feat. Rihanna (2010)
- The Time (The Dirty Bit) (Afrojack Remix) - The Black Eyed Peas (2010)
- Hey Baby (Afrojack Fire Remix) - Pitbull (2011)
- Last Night (Afrojack Remix) - Ian Carey (2011)
- Where Them Girls At (Afrojack Remix) -  David Guetta feat. Nicki Minaj & Flo Rida (2011)
- Sweat (David Guetta & Afrojack Dub Remix) - Snoop Dogg (2011)
- Techno Fan (Afrojack Extended Club & Instrumental Remixes) (2011)
- Give Me Everything (Afrojack Remix) (2011)
- Collide (Afrojack 'Festival' Remix) (2011)
- I Like How It Feels (Afrojack Remix) (2011)
- Marry The Night (Afrojack Remix) (2011)
- Revolver (David Guetta & Afojack Remix) (2011)
- It Will Rain (Afrojack and Redux Remix) (2012)
- Turn Me On (Afrojack and Redux Remix) (2012)
- Beyoncé – Run the World (Girls) (Afrojack közreműködésével) (2011)